# Fabrice Mercury
Fabrice Mercury (6 agosto 1981) è un calciatore francese, portiere del Moulien.

## Carriera

### Club
Comincia a giocare nel Gosier, in cui milita fino al 2006. Nel 2006 si trasferisce al Moulien. Nel 2008 passa all'Evolucas. Nel 2010 viene acquistato dal Moulien.

### Nazionale
Debutta in Nazionale nel 2002. Ha partecipato, con la Nazionale, alla Gold Cup 2011. Ha collezionato in totale, con la maglia della Nazionale, 13 presenze.

## Palmarès

### Club

#### Competizioni nazionali
- Division d'Honneur de Guadeloupe: 4

Moulien: 2010-2011, 2012-2013, 2013-2014, 2014-2015
- Coupe de Guadeloupe: 3

Moulien: 2008, 2013, 2014